# Atlantic Petroleum
P/F Atlantic Petroleum — нефтегазовая компания, зарегистрированная на Фарерских островах. Компания инвестирует в относительно небольшие проекты, таким образом избегая конкуренции с транснациональными нефтегазовыми компаниями. Atlantic Petroleum ведёт добычу и разведку на шельфе Северного, Ирландского и Кельтского морей.

## История
Компания была основана в 1998 году группой инвесторов с Фарерских островов.
В 2000 году компания получила первую лицензию на разведку на Фарерских островах.
В 2005 году компания проходит процедуру листинга на Исландской фондовой бирже. В 2006 — на Копенгагенской фондовой бирже.
Atlantic Petroleum сосредоточилась не только на работе на шельфе Фарерских островов, но и стала осуществлять экспансию в Ирландию и Великобританию.

## Компания сегодня
В 2008 году компания добыла 160 тысяч баррелей нефтяного эквивалента (среднесуточная добыча 1570 баррелей).